# Koa
Koa – czwarta płyta Katarzyny Skrzyneckiej, na której znajduje się czternaście utworów w stylistyce popowej. Piosenki charakteryzują się spokojem, tanecznym rytmem oraz refleksyjnym nastrojem. Artystka śpiewa trzy utwory w duecie. „All in the Scheme of Things” z Gordonem Haskellem, „Zabierz mnie do domu” z Mietkiem Szcześniakiem oraz „W sieci kłamstw” z Liroyem.

## Lista utworów
| #  | Tytuł                                              | Autorzy                                                                   | Długość |
| -- | -------------------------------------------------- | ------------------------------------------------------------------------- | ------- |
| 1  | All in the scheme of things (feat. Gordon Haskell) | Muz. Gordon Haskell Sł. Gordon Haskell, Kasia Skrzynecka                  | 4:00    |
| 2  | Pomarańcze                                         | Muz. Tomek Lewandowski Sł. Kasia Skrzynecka                               | 3:19    |
| 3  | Imię fiesta                                        | Muz. Marcin Nierubiec Sł. Kasia Skrzynecka                                | 3:29    |
| 4  | Share your life                                    | Muz. Martin Alvarez (Marcin Nierubiec) Sł. Paola Lunee (Kasia Skrzynecka) | 3:46    |
| 5  | Myślisz, że...                                     | Muz. Tomek Lewandowski Sł. Kasia Skrzynecka                               | 4:09    |
| 6  | Zabierz mnie do domu (feat. Mietek Szcześniak)     | Muz. Kasia Skrzynecka Sł. Kasia Skrzynecka                                | 4:11    |
| 7  | Blaknę                                             | Muz. Kasia Skrzynecka Sł. Kasia Skrzynecka                                | 3:31    |
| 8  | W sieci kłamstw (feat. Liroy)                      | Muz. Marcin Nierubiec Sł. Kasia Skrzynecka, Liroy                         | 3:40    |
| 9  | Tu na rozstaju                                     | Muz. Marcin Nierubiec Sł. Kasia Skrzynecka                                | 3:26    |
| 10 | Et si tu n'existais pas...                         | Muz., sł. Pallavacini, Cutugno, Losito, Delanoe, Lemesle                  | 4:02    |
| 11 | Zacząć jeszcze raz                                 | Muz. Marcin Nierubiec Sł. Kasia Skrzynecka                                | 3:53    |
| 12 | Tylko mi się śnisz                                 | Muz. Marcin Nierubiec Sł. Kasia Skrzynecka                                | 3:15    |
| 13 | Feniks                                             | Muz. Kasia Skrzynecka Sł. Kasia Skrzynecka                                | 3:57    |
| 14 | Pożegnania - powitania                             | Muz. Tomek Lewandowski Sł. Kasia Skrzynecka                               | 2:54    |

## Twórcy
- Kasia Skrzynecka - wokal, chórki, muzyka, słowa, producent wykonawczy
- Gordon Haskell - wokal, muzyka, słowa
- Mietek Szcześniak - wokal, chórki
- Liroy - wokal, słowa
- Marcin Nierubiec - muzyka
- Paweł Dampc - aranżacje, produkcja, instrumenty klawiszowe, programowanie, sample
- Tomek Lewandowski - muzyka, aranżacje, produkcja, programowanie, gitara, instrumenty klawiszowe, mix
- Andrzej Olewniński - gitara
- Krzysztof Czub - produkcja, mix, programowanie
- Jacek Piskorz - aranżacje, produkcja, fortepian
- Grzegorz Kopala - aranżacje, produkcja, gitara, chórki
- Piotr Żaczek - bas
- Robert Luty - perkusja
- Marek Podkowa - saksofon
- Paweł Pełczyński - saksofon
- Krzysztof Marciniak - flugerhorn
- Sebastian Sołdrzyński - trąbka
- Piotr Mańkowski - mix
- Michał Łojewski - chórki
- Staszek Waszak - chórki
- Roman Rogowiecki - executive producer
- Krzysztof Opaliński - fotografie
- Konrad Smolarski - projekt okładki